# Бразо
Графство Бразо (англ. Brazeau County) — муніципальний район в Канаді, у провінції Альберта.

## Населення
За даними перепису 2016 року, муніципальний район нараховував 7771 жителя, показавши зростання на 9%, порівняно з 2011-м роком. Середня густина населення становила 2,6 осіб/км².
З офіційних мов обидвома одночасно володіли 155 жителів, тільки англійською — 7 610, а 5 — жодною з них. Усього 225 осіб вважали рідною мовою не одну з офіційних, з них 15 — одну з корінних мов, а 20 — українську.
Працездатне населення становило 73,8% усього населення, рівень безробіття — 13,6% (17,3% серед чоловіків та 9% серед жінок). 75,2% були найманими працівниками, 23,4% — самозайнятими.
Середній дохід на особу становив $67 485 (медіана $43 936), при цьому для чоловіків — $86 501, а для жінок $45 572 (медіани — $64 491 та $29 525 відповідно).
31,8% мешканців мали закінчену шкільну освіту, не мали закінченої шкільної освіти — 26,9%, 41,4% мали післяшкільну освіту, з яких 12,8% мали диплом бакалавра, або вищий, 10 осіб мали вчений ступінь.
| Статево-вікова структура населення | Статево-вікова структура населення | Статево-вікова структура населення | Статево-вікова структура населення | Статево-вікова структура населення |
| ---------------------------------- | ---------------------------------- | ---------------------------------- | ---------------------------------- | ---------------------------------- |
|                                    |                                    |                                    |                                    |                                    |
| Всього                             | Всього                             | 52,5%47,5%                         |                                    |                                    |
| 0 — 14 років                       | 0 — 14 років                       |                                    | 20,7%                              | 20,7%                              |
| 15 — 64 років                      | 15 — 64 років                      |                                    | 68,2%                              | 68,2%                              |
| 65 і більше                        | 65 і більше                        |                                    | 11,1%                              | 11,1%                              |
| 85 і більше                        | 85 і більше                        |                                    | 0,5%                               | 0,5%                               |
| Середній вік (років)               | Середній вік (років)               | 38,237,8                           | 38,0                               | 38,0                               |
| Медіана (років)                    | Медіана (років)                    | 39,939,2                           | 39,6                               | 39,6                               |
| — чоловіки — жінки                 |                                    |                                    |                                    |                                    |

| Походження мешканців:     | Походження мешканців:     | Походження мешканців: | Походження мешканців: | Походження мешканців: |
| ------------------------- | ------------------------- | --------------------- | --------------------- | --------------------- |
| Походження                |                           |                       | осіб                  | %                     |
| Корінні американці        | Корінні американці        |                       | 830                   | 10.65%                |
| Інше північноамериканське | Інше північноамериканське |                       | 2 990                 | 38.38%                |
| Європейське               | Європейське               |                       | 5 900                 | 75.74%                |
| британське                | британське                |                       | 3 695                 | 47.43%                |
| французьке                | французьке                |                       | 940                   | 12.07%                |
| українське                | українське                |                       | 1 005                 | 12.9%                 |
| Африканське               | Африканське               |                       | 100                   | 1.28%                 |
| Азійське                  | Азійське                  |                       | 70                    | 0.9%                  |
| Океанійське               | Океанійське               |                       | 10                    | 0.13%                 |

| Зайнятість населення за галузями (за класифікацією NOC): | Зайнятість населення за галузями (за класифікацією NOC): | Зайнятість населення за галузями (за класифікацією NOC): | Зайнятість населення за галузями (за класифікацією NOC): | Зайнятість населення за галузями (за класифікацією NOC): |
| -------------------------------------------------------- | -------------------------------------------------------- | -------------------------------------------------------- | -------------------------------------------------------- | -------------------------------------------------------- |
|                                                          |                                                          |                                                          |                                                          |                                                          |
| Управління                                               | Управління                                               |                                                          | 15,9%                                                    | 15,9%                                                    |
| Бізнес, фінанси та адміністрування                       | Бізнес, фінанси та адміністрування                       |                                                          | 13%                                                      | 13%                                                      |
| Природничі та прикладні науки                            | Природничі та прикладні науки                            |                                                          | 3,7%                                                     | 3,7%                                                     |
| Охорона здоров'я                                         | Охорона здоров'я                                         |                                                          | 3,5%                                                     | 3,5%                                                     |
| Освіта, правозахист, муніципальні та урядові служби      | Освіта, правозахист, муніципальні та урядові служби      |                                                          | 5,8%                                                     | 5,8%                                                     |
| Мистецтво, культура, відпочинок та спорт                 | Мистецтво, культура, відпочинок та спорт                 |                                                          | 1,2%                                                     | 1,2%                                                     |
| Роздрібна торгівля та послуги                            | Роздрібна торгівля та послуги                            |                                                          | 15,9%                                                    | 15,9%                                                    |
| Гуртова торгівля, транспорт та обладнання                | Гуртова торгівля, транспорт та обладнання                |                                                          | 23,2%                                                    | 23,2%                                                    |
| Природні ресурси, сільське господарство                  | Природні ресурси, сільське господарство                  |                                                          | 11,2%                                                    | 11,2%                                                    |
| Виробництво                                              | Виробництво                                              |                                                          | 6,7%                                                     | 6,7%                                                     |

## Населені пункти
До складу муніципального району входять містечко Дрейтон-Веллі, село Бретон, а також хутори, інші малі населені пункти та розосереджені поселення.

## Клімат
Середня річна температура становить 2,6°C, середня максимальна – 20,7°C, а середня мінімальна – -19,7°C. Середня річна кількість опадів – 583 мм.
| Клімат поселення                              | Клімат поселення | Клімат поселення | Клімат поселення | Клімат поселення | Клімат поселення | Клімат поселення | Клімат поселення | Клімат поселення | Клімат поселення | Клімат поселення | Клімат поселення | Клімат поселення | Клімат поселення |
| Показник                                      | Січ.             | Лют.             | Бер.             | Квіт.            | Трав.            | Черв.            | Лип.             | Серп.            | Вер.             | Жовт.            | Лист.            | Груд.            |                  |
| Середній максимум, °C                         | −6,33            | −2,74            | 2,74             | 10,00            | 15,93            | 19,82            | 20,74            | 20,44            | 15,37            | 10,32            | 1,22             | −4,4             |                  |
| Середня температура, °C                       | −13,04           | −9,44            | −3,95            | 3,31             | 9,23             | 13,14            | 15,38            | 15,08            | 10,01            | 4,96             | −4,15            | −9,75            |                  |
| Середній мінімум, °C                          | −19,73           | −16,13           | −10,64           | −3,39            | 2,54             | 6,44             | 10,01            | 9,73             | 4,66             | −0,39            | −9,49            | −15,11           |                  |
| Норма опадів, мм                              | 26               | 18               | 23               | 31               | 64               | 102              | 115              | 78               | 55               | 28               | 25               | 18               |                  |
| Середньомісячна швидкість вітру, м/с          | 3.00             | 3.20             | 3.20             | 3.30             | 3.21             | 3.00             | 2.75             | 2.60             | 2.80             | 3.10             | 3.00             | 3.00             |                  |
| Середньомісячна сонячна радіація, кДж/м²·день | 3417             | 6933             | 12013            | 16971            | 20318            | 21728            | 22105            | 18653            | 12656            | 7484             | 3744             | 2632             |                  |
| --------------------------------------------- | ---------------- | ---------------- | ---------------- | ---------------- | ---------------- | ---------------- | ---------------- | ---------------- | ---------------- | ---------------- | ---------------- | ---------------- | ---------------- |
| Джерело:                                      |                  |                  |                  |                  |                  |                  |                  |                  |                  |                  |                  |                  |                  |